# 埴田真紀
埴田 真紀（はねた まき、1972年9月30日 - 2025年8月5日）は、日本の元女子サッカー選手。元サッカー日本女子代表。現役時代のポジションはディフェンダー。

## 来歴
田辺商業高校（現和歌山県立神島高等学校）3年時、女子サッカー部が創設され、ソフトボール部の主将であったがずっとサッカーをやりたくて女子サッカー部と掛け持ち、全国大会へ県代表として出場、チームは大敗するものの松下電器LSC・バンビーナの誘いを受けプレー。1994年の第6回日本女子サッカーリーグでは、初優勝し、自身はMVPにも選出された。そのほか、1993年、1994年、1996年、1998年の4度、ベストイレブンにも選出されている。
サッカー日本女子代表では、1993年12月の1993 AFC女子選手権で代表に選出された。12月4日の大会初戦、チャイニーズタイペイ代表との試合でデビューし、1得点した。この大会では全5試合に出場し、日本は3位となった。1994年には母国・広島開催となった1994年アジア競技大会にも出場。全4試合に出場し、準優勝した。1995年には、1995 FIFA女子ワールドカップに全4試合に出場、1995 AFC女子選手権では準優勝した。1996年アトランタオリンピックにも全3試合に出場した。1997年まで通算で30試合に出場し、1得点した。

## タイトル

### クラブ
- 松下電器LSC・バンビーナ
  - 日本女子サッカーリーグ: 1回 (1994年)

### 個人
- 日本女子サッカーリーグ
  - 最優秀選手賞: 1回 (1994年)
  - 敢闘賞: 1回 (1995年)
  - ベストイレブン: 4回 (1993年、1994年、1996年、1998年)

## 代表歴
- 1993年12月4日 - 日本女子代表初出場 -  チャイニーズタイペイ戦 (1993 AFC女子選手権)
- 1993年12月4日 - 日本女子代表初得点 -  チャイニーズタイペイ戦（1993 AFC女子選手権）

### 主な出場歴
- 1993 AFC女子選手権（3位）
- 1995 AFC女子選手権（準優勝）
- 1994年アジア競技大会（準優勝）
- 1995 FIFA女子ワールドカップ
- 1996年アトランタオリンピック

### 試合数
| 日本代表 | 国際Aマッチ | 国際Aマッチ |
| 年       | 出場        | 得点        |
| -------- | ----------- | ----------- |
| 1993     | 5           | 1           |
| 1994     | 7           | 0           |
| 1995     | 8           | 0           |
| 1996     | 9           | 0           |
| 1997     | 1           | 0           |
| 通算     | 30          | 1           |

- 出典: なでしこジャパン（日本女子代表）試合別出場記録[3]

### 出場
| #  | 開催日         | 開催地                   | 会場                           | 相手                 | 結果        | 監督   | 大会               |
| -- | -------------- | ------------------------ | ------------------------------ | -------------------- | ----------- | ------ | ------------------ |
| 1  | 1993年12月04日 | クチン                   |                                | チャイニーズタイペイ | ○6-1        | 鈴木保 | アジア選手権       |
| 2  | 1993年12月06日 | クチン                   |                                | フィリピン           | ○15-0       | 鈴木保 | アジア選手権       |
| 3  | 1993年12月08日 | クチン                   |                                | 香港                 | ○4-0        | 鈴木保 | アジア選手権       |
| 4  | 1993年12月10日 | クチン                   |                                | 中国                 | ●1-3        | 鈴木保 | アジア選手権       |
| 5  | 1993年12月12日 | クチン                   |                                | チャイニーズタイペイ | ○3-0        | 鈴木保 | アジア選手権       |
| 6  | 1994年08月20日 | ドブニッツア             |                                | スロバキア           | ○2-0        | 鈴木保 | スロバキア国際大会 |
| 7  | 1994年08月21日 | ドブニッツア             |                                | オーストリア         | ○1-0        | 鈴木保 | スロバキア国際大会 |
| 8  | 1994年09月27日 | 東京都                   | 国立霞ヶ丘競技場陸上競技場     | オーストラリア       | △2-2        | 鈴木保 | 国際親善試合       |
| 9  | 1994年10月04日 | 広島県                   | 福山市竹ヶ端運動公園陸上競技場 | 韓国                 | ○5-0        | 鈴木保 | アジア大会         |
| 10 | 1994年10月06日 | 広島県                   | 福山市竹ヶ端運動公園陸上競技場 | チャイニーズタイペイ | ○3-0        | 鈴木保 | アジア大会         |
| 11 | 1994年10月10日 | 広島県                   | 福山市竹ヶ端運動公園陸上競技場 | 中国                 | △1-1        | 鈴木保 | アジア大会         |
| 12 | 1994年10月12日 | 広島県                   | 福山市竹ヶ端運動公園陸上競技場 | 中国                 | ●0-2        | 鈴木保 | アジア大会         |
| 13 | 1995年05月05日 | 東京都                   | 国立西が丘サッカー場           | カナダ               | ○1-0(延長V) | 鈴木保 | ICE BOX CUP        |
| 14 | 1995年06月05日 | カールスタード           |                                | ドイツ               | ●0-1        | 鈴木保 | 世界選手権         |
| 15 | 1995年06月07日 | カールスタード           |                                | ブラジル             | ○2-1        | 鈴木保 | 世界選手権         |
| 16 | 1995年06月09日 | ベルテルオース           |                                | スウェーデン         | ●0-2        | 鈴木保 | 世界選手権         |
| 17 | 1995年06月13日 | イエブレ                 |                                | アメリカ合衆国       | ●0-4        | 鈴木保 | 世界選手権         |
| 18 | 1995年09月27日 | コタ・キナバル           |                                | ウズベキスタン       | ○17-0       | 鈴木保 | アジア選手権       |
| 19 | 1995年09月30日 | コタ・キナバル           |                                | チャイニーズタイペイ | ○3-0        | 鈴木保 | アジア選手権       |
| 20 | 1995年10月02日 | コタ・キナバル           |                                | 中国                 | ●0-2        | 鈴木保 | アジア選手権       |
| 21 | 1996年05月11日 | サーレム                 |                                | 中国                 | ●0-3        | 鈴木保 | US女子カップ       |
| 22 | 1996年05月16日 | ホットボロー             |                                | アメリカ合衆国       | ●0-4        | 鈴木保 | US女子カップ       |
| 23 | 1996年05月18日 | ワシントン               |                                | カナダ               | △0-0(PK4-3) | 鈴木保 | US女子カップ       |
| 24 | 1996年05月26日 | 東京都                   | 国立霞ヶ丘競技場陸上競技場     | デンマーク           | △1-1        | 鈴木保 | 国際親善試合       |
| 25 | 1996年05月29日 | 福岡県                   | 東平尾公園博多の森球技場       | デンマーク           | ●3-4        | 鈴木保 | 国際親善試合       |
| 26 | 1996年07月15日 | フォート・ローダーデール |                                | スウェーデン         | ●1-3        | 鈴木保 | 国際親善試合       |
| 27 | 1996年07月21日 | バーミンガム             |                                | ドイツ               | ●2-3        | 鈴木保 | オリンピック       |
| 28 | 1996年07月23日 | バーミンガム             |                                | ブラジル             | ●0-2        | 鈴木保 | オリンピック       |
| 29 | 1996年07月25日 | ワシントン               |                                | ノルウェー           | ●0-4        | 鈴木保 | オリンピック       |
| 30 | 1997年06月15日 | 大阪府                   | 長居陸上競技場                 | 中国                 | △0-0        | 宮内聡 | キリンカップ       |

### ゴール
| # | 開催年月日    | 開催地 | 対戦国               | 勝敗  | 試合概要           |
| - | ------------- | ------ | -------------------- | ----- | ------------------ |
| 1 | 1993年12月4日 | クチン | チャイニーズタイペイ | ○ 6-1 | 1993 AFC女子選手権 |